# ジャバニカ米

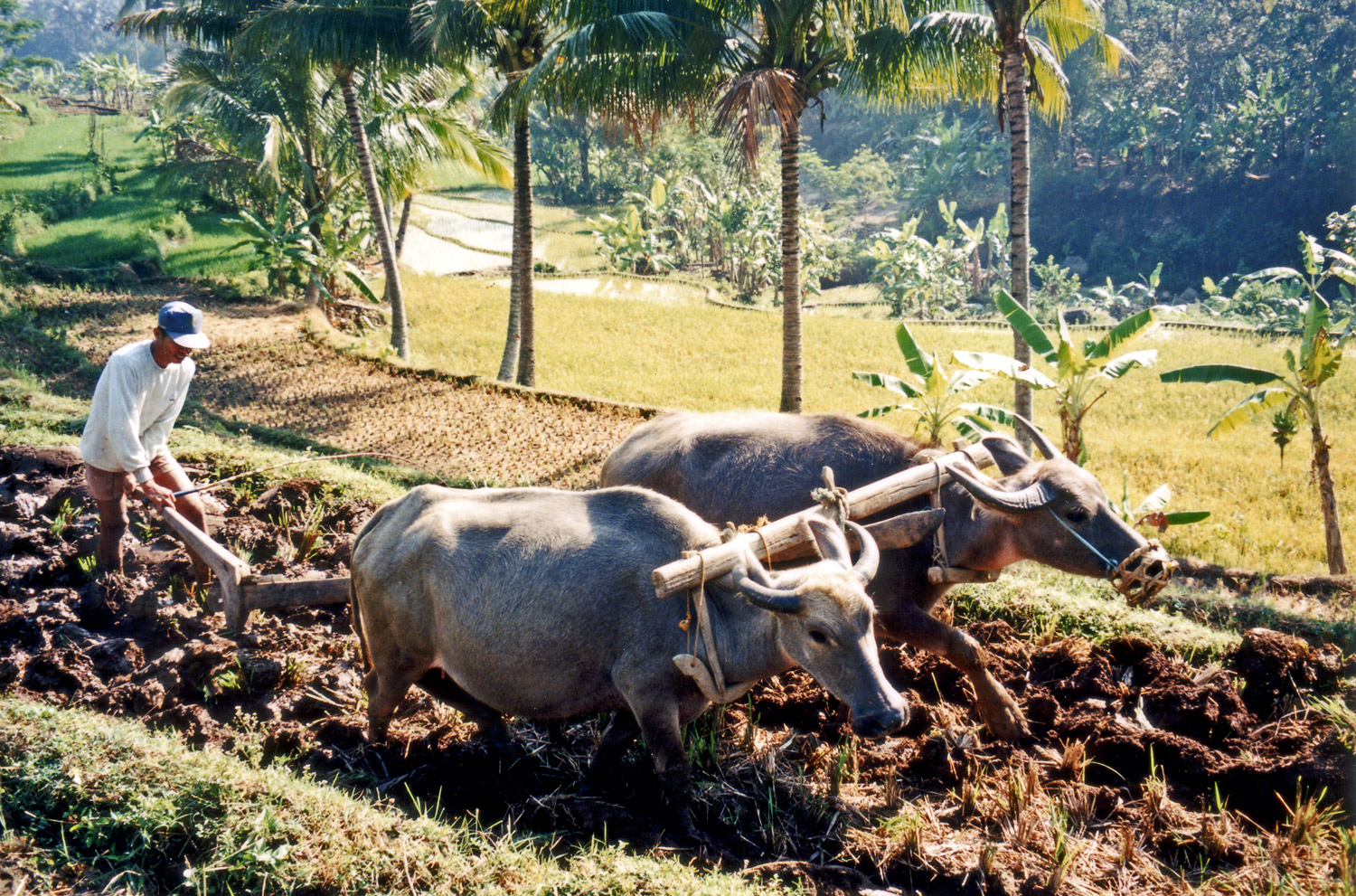
ジャワ島での米の栽培風景

ジャバニカ米（ジャバニカまい、javanica）は、イネの品種群の1つ。ジャヴァニカ、ジャワニカ、ジャワ米とも。ジャポニカ米やインディカ米と同等の亜種として扱われることもあるが、現在はジャポニカ米の一グループ（熱帯ジャポニカ）として扱うことが多い。

## 特徴
種子は、幅が広く、大粒であり、脱粒性が低い。ジャポニカ米やインディカ米に比べると生産量が少ない。見た目はジャポニカ米に似ているが、食材としてはインディカ米に似ており、調理法や食感もインディカ米に近い。日本でも過去には（主に陸稲として）栽培されており、古くは泡盛の原料であった。
インドネシア（特にジャワ島）ではもっとも一般的な米である。またパエリアやリゾットなどの料理に向いているとされ、ヨーロッパの一部地域でも栽培されている。

## 分類
遺伝的近縁度を解析した結果、イネの品種群は6つのグループに分類することができ、ジャバニカ米はジャポニカ米と同じグループに所属するという結果が得られた。RAPD、RFLP、SSLPの解析結果からはジャバニカがジャポニカと近縁であることを示唆する結果が得られた。ジャポニカ米とジャバニカ米との間の形態的変異は連続的である。こうした知見から、ジャバニカ米をインディカ米やジャポニカ米と同等の亜種として扱うのではなく、ジャポニカ米の変異型の一つとして扱うことが多くなっている。この場合「熱帯ジャポニカ」と呼称されることがある。
ジャバニカ米を亜種として扱う場合はOryza sativa subsp. javanicaとなる。

## 主な生産地域
インドネシア（ジャワ島）、アジアの熱帯地域、中南米、イタリア、スペインなど。